# Institut
Institut (lat. instituo = postaviti, ustanoviti, obučavati; engl. Institute, njem. Institut) je ustanova pod kojem se razumije predmet djelovanja znanstveno-istraživačkog ili obrazovnog karaktera (znanstvena institucija), ali ona je također sinonim za gospodarsku, kulturnu ili umjetničku organizaciju. U pravu pojam institut ima zasebno značenje (pravni institut). Institut ima točno definirane ciljeve istraživanja, a može biti samostalna organizacija ili tijelo u sustavu druge organizacije (npr. Sveučilište) kao znanstvena ustanova ili zavod. 

## Znanstveni instituti
Instituti koje se prvenstveno bave znanstveno-istraživačkom radu nazivaju se znanstveni instituti. Hrvatska ima dvadeset i osam znanstvenih instituta. To su: 
- Institut Ruđer Bošković, vrši znanstveno-istraživački rad na području prirodnih znanosti.
- Institut za fiziku, vrši znanstveno-istraživački rad na području fizike.
- Brodarski institut, institut pomorskih i zelenih tehnologija.
- Ekonomski institut, vrši znanstveno-istraživački rad na području ekonomije.
- Institut za javne financije, vrši znanstveno-istraživački rad na području javnih financija.
- Institut za hrvatski jezik i jezikoslovlje, vrši znanstveno-istraživački rad na području lingvistike, kroatistike i leksikografije.
- Institut za filozofiju, vrši znanstveno-istraživački rad na području filozofije i povijesti hrvatske filozofije.
- Institut društvenih znanosti Ivo Pilar, vrši znanstveno-istraživački rad na području društvenih i humanističkih znanosti.
- Hrvatski institut za povijest, vrši znanstveno-istraživački rad na području hrvatske povijesti.
- Staroslavenski institut, vrši znanstveno-istraživački rad na području kroatistike i leksikografije.

## Trgovačka društva ili udruge koje nose naziv institut
Naziv institut koriste i trgovačka društva (primjer: Institut građevinarstva Hrvatske d.d.) koje su profitnog karaktera i ne bave se pretežito ili nikako znanstvenim radom. Najogledniji su primjeri kozmetički saloni koji koriste naziv institut za ljepotu.